# ジョージ・セント・ジョージ (初代セント・ジョージ男爵)
初代セント・ジョージ男爵ジョージ・セント・ジョージ（英語: George St George, 1st Baron St George、1658年頃 – 1735年8月4日）は、アイルランド王国の貴族。

## 生涯
オリヴァー・セント・ジョージ（1666年9月5日に準男爵に叙爵）とオリヴィア・ベレスフォード（Olivia Beresford、マイケル・ベレスフォードの娘）の長男として生まれた。
1695年10月に父が死去すると準男爵を継承、1715年4月18日にハットリー・セント・ジョージのセント・ジョージ男爵に叙された。また、1692年から1715年までロスコモン・カウンティ選挙区の代表としてアイルランド庶民院議員を務めた。
1696年1月8日から1735年8月4日までコノート副提督を務めた。
1735年8月4日に死去、後継者となる男子を儲けなかったため爵位は全て断絶した。

## 家族
1681年11月29日、マーガレット・スケッフィントン（Margaret Skeffington、1711年没、第2代マッセリーン子爵ジョン・スケッフィントンの娘）と結婚した。
- メアリー（1693年 – 1741年） - 1714年、ジョン・アッシャー（英語版）と結婚、子供あり